# Magid Mohamed
Magid Hassam Mohamed (in arabo ماجد محمد حسن إمام‎?; Khartum, 1º ottobre 1985) è un calciatore qatariota, difensore dell'Al Bidda.